# Заббар
Заббар (мальт. Ħaż-Żabbar) — місто на Мальті. Заббар — п'яте за кількістю населення місто Мальти (15002 осіб на 2011 рік). Спершу поселення було частиною міста Зейтун. Та пізніше останній Великий магістр Мальтійського ордену Фердинанд фон Гомпеш дав поселенню назву міста свого імені — Città Hompesch.

## Історія

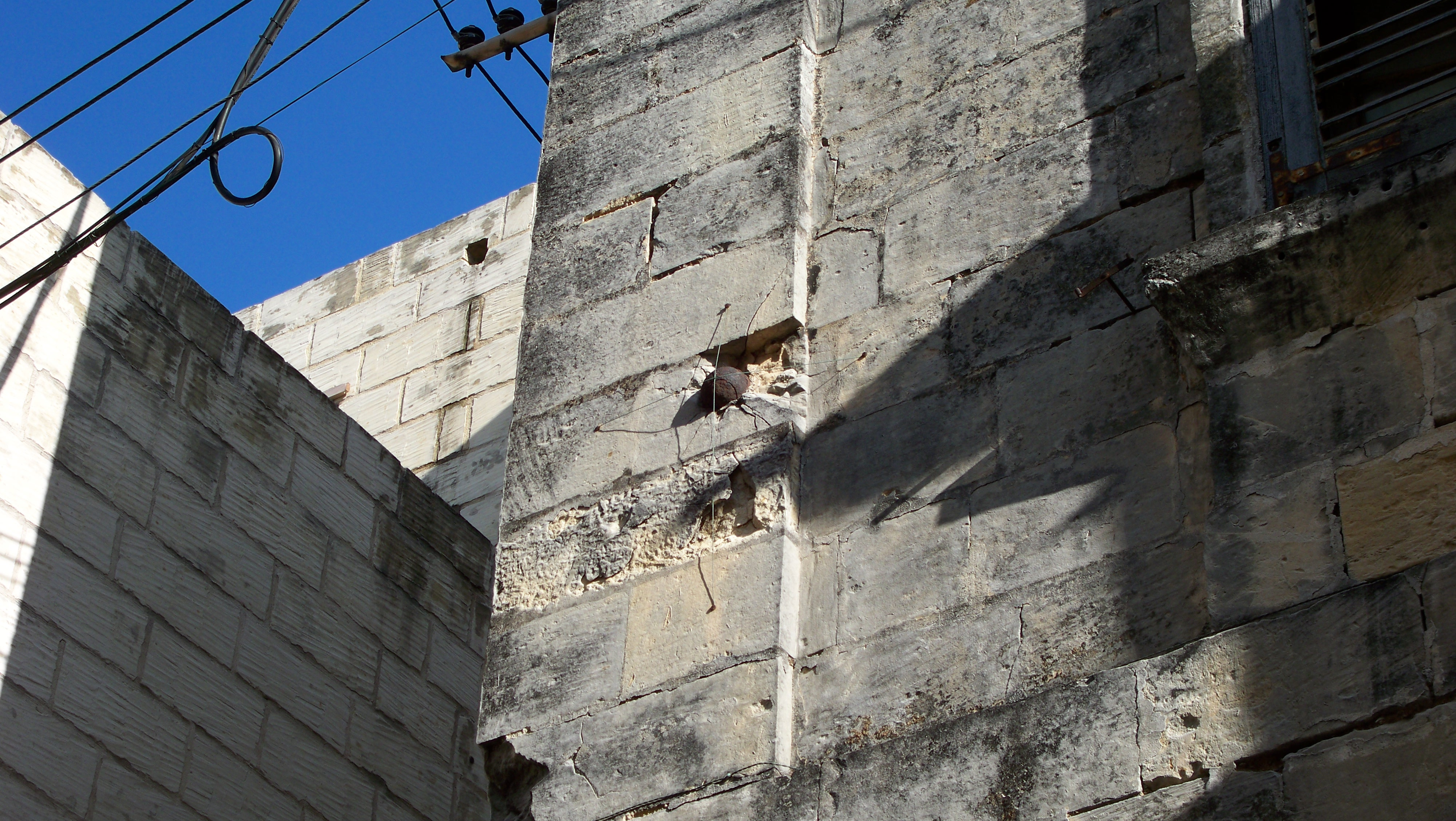
Гарматні ядра в стінах старих кам'яниць у центр міста

Місцеве населення не бажало змиритися з французькою окупацією під час наполеонівських воєн й чинило збройний опір французам. Одна з найбільших битв проходила безпосередньо перед міською церквою. У старому місті досі можна натрапити на гарматні ядра, що вгрузли в старі стіни кам'яниць. Деякі ядра, що їх витягнули зі стін церкви, виставлено в місцевому музеї.
Під час британського панування навколо міста було збудовано декілька оборонних споруд: Форт Сан Рокко, Форт Сан Леонардо, Батарея Делле Граціє, Батарея Зонкор та ін.
14 жовтня 1975 року над містом вибухнув військовий літак Avro Vulcan 9-го ескадрону RAF «Wadington». Багато уламків упали на місцеву школу та центральну вулицю міста Sanctuary Street та завдяки щасливому збігу обставин у школі не було дітей, які пішли додому на обідню перерву. Загалом внаслідок авіакатастрофи та пожеж у місті загинула лише одна людина, вражена обірваним електрокабелем. Уламки літака виставлено тепер у місцевому музеї.

## Культура
Місто вважається дуже набожним, особливо шанується Богородиця, якій присвячена церква Our Lady of Grace. У церковному музеї можна оглянути багато творів живопису та інших витворів мистецтва, які мають переважно вотивний характер (Ex-Votos). На творах живопису можна бачити зображення кораблів епохи мальтійських лицарів.
Заббар також відомий своїм міським святом, що проходить 8 вересня, у рамках якого проводяться велосипедні та мотоциклетні перегони, оскільки Богородиця Our Lady of Graces вважається у місті заступницею водіїв двоколісного транспорту.

## Спорт
Найважливіший футбольний клуб Заббара — St. Patrick's FC.